# 古莲花池
38°51′24″N 115°29′31″E / 38.85667°N 115.49194°E
古莲花池位于中国河北省保定市莲池区裕华路街道，直隶总督署旁。保定古莲池为保定八景之一。1982年7月23日，列入河北省文物保护单位；2001年被列为第五批全国重点文物保护单位。保定市辖区莲池区即得名于此。

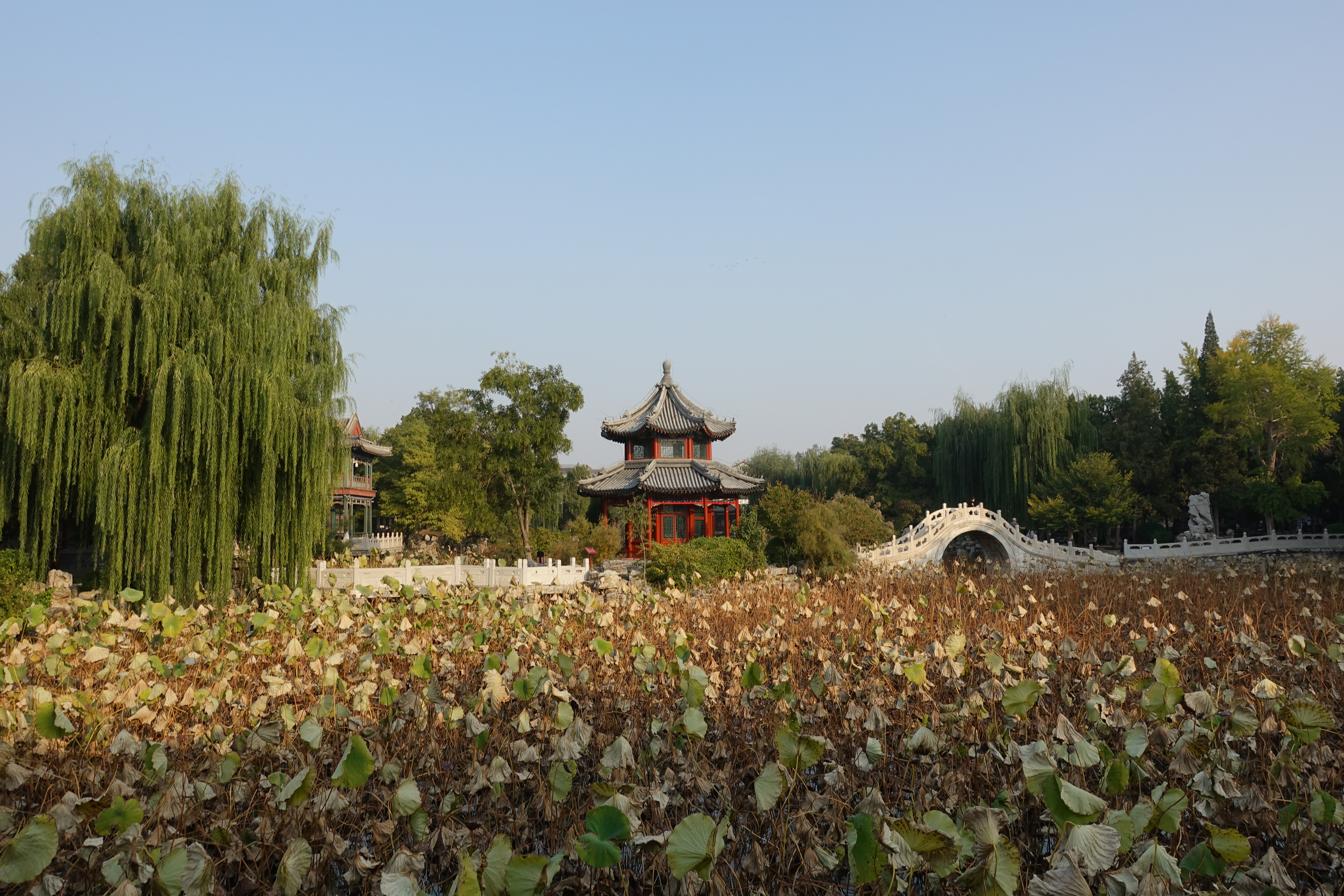

古莲花池始建于金末，是保州等处元帅张柔副将乔维忠的私家园林，当时称雪香园。元至元二十七年（1290年）保定地震后逐渐荒废，明嘉靖四十四年（1565年）保定知府张烈文重建。清乾隆、嘉庆、光绪三朝曾辟为行宫，并曾扩建修整。古莲花池占地24000平方米，其中水面面积约占三分之一。
1962年发现的明代文物西夏文石幢后被移送至此地。